# Reborn to Master the Blade: From Hero-King to Extraordinary Squire
Reborn to Master the Blade: From Hero-King to Extraordinary Squire (яп. 英雄王、武を極めるため転生す ～そして、世界最強の見習い騎士♀～, Eiyū-Ō, Bu o Kiwameru Tame Tensei-Su: Soshite, Sekai Saikyō no Minarai Kishi, укр. Переродження Короля Героя у Майстриню Меча) — фентезійна серія ранобе, написана Хаякеном та ілюстрована Наґу. Вона почала публікуватися онлайн у березні 2019 року на платформі Shōsetsuka ni Narō. Згодом права на серію придбала компанія Hobby Japan, яка з листопада 2019 року випустила дванадцять томів під імпринтом HJ Bunko.
Манґа-адаптація з ілюстраціями Мото Куромури публікується онлайн на вебсайті Comic Fire, який належить Hobby Japan, з грудня 2019 року. На сьогодні вона зібрана у п'яти томах танкобонів. Як ранобе, так і манґа були ліцензовані в Північній Америці для цифрового розповсюдження компанією J-Novel Club і для друкованого випуску компанією Yen Press. Двоепізодна міні-аніме-адаптація була випущена з 7 по 14 листопада 2020 року на сторінці Comic Fire у Twitter. Телевізійна аніме-адаптація, створена студією Studio Comet, транслювалася з січня по березень 2023 року.

## Сюжет
У Королівстві Сільваре жив Герой-Король Інгліс. Завдяки особистому благословенню богині Алістії, Інгліс став божественним лицарем, знищуючи ворогів людства та темних богів, щоб заснувати Королівство. На смертному ложі, як останню ласку, богиня Алістія реінкарнувала Інгліса, адже його найбільшим жалем було те, що він так і не досяг вершини майстерності у володінні мечем.
Тепер, народившись заново як жінка (можливо, через жартівливі примхи богині), Інгліс Еукус прагне жити у далекому майбутньому, де вона зможе по-справжньому оволодіти мистецтвом клинка.

## Персонажі
Інгліс "Кріс" Еукус (яп. イングリス・ユークス, Ingurisu Yūkuzu)
Головна героїня серії, яка раніше була Герой-Королем Королівства Сільваре. Вона реінкарнувалася у жінку, щоб присвятити своє нове життя тренуванню бойових мистецтв. Її також знають за прізвиськом Кріс. Попри те, що вона прийняла своє нове життя як жінка та має деякі «дівочі» звички, як-от любов до десертів і вишуканого одягу, вона зберегла риси попереднього життя: їй подобаються лише жінки, а своїх друзів вона бачить як онуків. Інгліс володіє давньою магією під назвою ефір, яку більшість людей у новому світі не розуміють. Це робить її надзвичайно могутньою, хоча вона і є безруною. Утім, такі персонажі, як Ріппл, Юа та Чорна Маска, здатні дати їй відсіч. Вона любить битви і є надзвичайно самовпевненою, демонструючи мінімальну сором'язливість, незалежно від сили її супротивників. Часто навіть сама просить їх битися з нею, що збиває з пантелику як друзів, так і ворогів. Крім того, вона відома своїм могутнім апетитом.
Раффінія "Рані" Білфорд (яп. ラフィニア・ビルフォード, Rafinia Birufōdo)
Кузина Кріс по материнській лінії. Вона володіє Артефактом, який дозволяє їй використовувати магічний лук, що стріляє світловими стрілами. Її також знають за прізвиськом Рані. Як і її кузина, вона має величезний апетит.
Леоне Ольфа (яп. レオーネ・オルファー, Reōne Orufā)
Студентка Академії Лицарів, яка подружилася з Кріс та Рані. Через те, що її старший брат Леон зрадив і приєднався до «Фронту Сталевої Крові», її родина зазнає осуду та вважається зрадниками й ненадійними серед людей. Леоне вступила до Академії Лицарів, щоб відновити честь своєї сім'ї та заарештувати брата. Вона володіє Артефактним мечем, який може змінювати свій розмір.
Лізелотта Арсія (яп. リーゼロッテ・アールシア, Rīzerotte Ārushia)
Студентка Академії Лицарів і дочка чинного прем'єр-міністра. Її Артефакт надає їй здатність літати. Спочатку вона знущається з Кріс і Леоне під час їхньої першої зустрічі, але згодом починає до них добре ставитися.
Еріс (яп. エリス, Erisu)
Ієральна Загроза (Hieral Menace) — особлива людина, яка здатна перетворюватися на Артефакти. Раніше була партнеркою Леона Ольфи, доки той не зрадив.
Сістія Руж (яп. システィア・ルージュ, Shisutia Rūju)
Ієральна Загроза та член «Фронту Сталевої Крові». Вона є партнеркою Чорної Маски.
Ріппл (яп. リップル, Rippuru)
Ієральна Загроза, колега Еріс та партнерка Рафаеля. Вона має стан, через який при поглинанні мани з особливих Рунових артефактів мимоволі викликає магіцитових звірів. Після виклику могутнього магіцитового звіра-кайдзю її стан було вилікувано.
Рафаель Білфорд (яп. ラファエル・ビルフォード, Rafaeru Birufōdo)
Старший брат Рані, партнер Ріппл і кузен Кріс. Він володіє Артефактним мечем.
Леон Ольфа (яп. レオン・オルファー, Reon Orufā)
Колишній Святий Лицар і старший брат Леоне. Колись шанований лицар, Леон став зрадником, приєднавшись до повстанського «Фронту Сталевої Крові», оскільки більше не міг терпіти, як високогорці пригнічують жителів поверхні. У певний момент він допомагає Кріс і її друзям у знищенні могутнього магіцитового звіра.
Чорна Маска (яп. 黒仮面の男, Kuro Kamen no Otoko)
Загадковий лідер «Фронту Сталевої Крові», революційної терористичної групи, яка прагне повалити правління високогорців над поверхневими людьми. Попри свою антагоністичну роль, він не вбиває невинних і переслідує лише мету перемогти високогорців. Він також володіє магією Ефіру, що робить його єдиним, хто здатен битися з Кріс на рівних.
Король Інгліс (яп. 老王イングリス, Rō Ō Ingurisu)
Оповідач серії та попереднє життя Кріс. Відомий як Герой-Король, який боровся зі злом і заснував Королівство Сільваре. Він був шанованим лідером, який приніс мир і процвітання своєму народові. Інгліс помер у похилому віці, не залишивши спадкоємців, оскільки був закоханий у свою покровительку, богиню Алістію, і хотів одружитися з нею.
Богиня Алістія (яп. 女神アリスティア, Megami Arisutia)
Богиня, яка реінкарнувала Інгліса у жінку як нагороду за його героїчні вчинки.
Рал Рамбах (яп. ラーアル・ランバー, Rāaru Ranbā)
Син купця, відомий своєю зарозумілістю. Після перемоги над Рафаелем у навчальному бою він вступає в бій із Кріс, яка зрештою перемагає його. Через шість років Рал стає високогорцем, але згодом його перетворює на магіцитового звіра Леон. У цьому вигляді його вбиває Кріс.
Сірін/Рене (яп. セイリーン／リンちゃん, Seirīn/Rin-chan)
Високогірка, яка подружилася з Кріс і Рані. Вона не схвалює, як її народ ставиться до жителів поверхні. Згодом вона стає магіцитовим звіром через зраду покоївки, яка прагнула помститися високогорцям за смерть свого сина. Це також призводить до загибелі самої покоївки. Сірін зупиняють Кріс і Чорна Маска, перетворюючи її на нешкідливу маленьку істоту на ім'я Рене. Рене тепер супроводжує Кріс у її подорожах, зазвичай перебуваючи в районі грудей Кріс або Леоне, і сподівається знайти спосіб повернутися до нормального стану. Вона відмовляється приймати допомогу від свого брата, оскільки тепер вважає себе зовсім іншою істотою.
Хокер (яп. ホーカー, Hōkā)
Колишній лицар, який став ватажком банди. Пізніше був захоплений Кріс та її друзями.
Міріела (яп. ミリエラ, Miriera)
Директорка Академії Лицарів. Володіє здатністю використовувати різноманітні типи магії.
Маргус (яп. マーグース, Māgūsu)
Інструктор Академії Лицарів.
Латі (яп. ラティ, Rati)
Студент Академії Лицарів. Хлопець Плам.
Плам (яп. プラム, Puramu)
Студентка Академії Лицарів. Дівчина Латі.
Вейн (яп. ウェイン, U~ein)
Принц Кіралу.
Теодор (яп. セオドア, Seodoa)
Брат Сірін і посол високогорців. Дізнавшись про трансформацію сестри, намагався допомогти їй, але вона відмовилася. Після цього Теодор довірив її Кріс, зрозумівши, що вона вже не та сестра, яку він знав.
Сільва Айрен (яп. シルヴァ・エレイン, Shiruvu~a Erein)
Один із найкращих студентів Академії Лицарів. Спочатку виявляв антагонізм до Леоне та Кріс, але згодом змінив свою думку після того, як вони врятували йому життя. Виявилося, що Ріппл врятувала його після того, як його друга вбив магіцитовий звір. З того часу він сподівається якось віддячити їй.
Юа (яп. ユア, Yua)
Студентка Академії Лицарів. Зазвичай спокійна, але має труднощі із запам'ятовуванням імен, тому часто використовує прізвиська. Однак Юа є надзвичайно могутньою бійчинею, і, можливо, настільки ж сильною, як Кріс.
Король Карліас (яп. カーリアス国王, Kāriasu Kokuō)
Король Ахлеміну. Укладає угоду з Айвелом, щоб отримати нову Ієральну Загрозу, але це виявляється хитрощами, щоб заманити «Фронт Сталевої Крові» в пастку, де Айвел міг би їх знищити. Після цього Карліас розриває з ним стосунки.
Айвел (яп. イーベル, Īberu)
Молодий арх-лорд Високогорців із жорстокою особистістю. Інсценує зустріч із Карліасом, щоб спробувати знищити «Фронт Сталевої Крові». Володіє смертельно небезпечною магією. Після конфронтації з Кріс вступає в бій із Чорною Маскою, але зрештою гине від його рук.
Люк Еукус (яп. リューク・ユークス, Ryūku Yūkusu)
Чоловік Серени, батько Кріс і дядько Рані.
Серена Еукус (яп. セレーナ・ユークス, Serēna Yūkusu)
Дружина Люка, мати Кріс і тітка Рані.
Іріна Білфорд (яп. イリーナ・ビルフォード, Irīna Birufōdo)
Дружина Маркіза Білфорда, мати Рані та тітка Кріс.
Маркіз Білфорд (яп. ビルフォード侯爵, Birufōdo Kōshaku)
Чоловік Іріни, батько Рані та дядько Кріс.
Лорд Шіоні (яп. シオニー卿, Shionī Kyō)
Знатний чоловік, убитий Ралом за виявлену до нього неповагу.
Магіцитові звіріМогутні монстри, які раніше були звичайними тваринами або високогорцями, трансформованими через райдужну речовину під назвою Прізмер.

## Медіа

### Ранобе
| №  | Дата виходу       | ISBN                   |
| -- | ----------------- | ---------------------- |
| 1  | 30 листопада 2019 | ISBN 978-4-79-862064-0 |
| 2  | 29 лютого 2020    | ISBN 978-4-79-862147-0 |
| 3  | 1 липня 2020      | ISBN 978-4-79-862244-6 |
| 4  | 31 жовтня 2020    | ISBN 978-4-79-862344-3 |
| 5  | 1 травня 2021     | ISBN 978-4-79-862479-2 |
| 6  | 1 грудня 2021     | ISBN 978-4-79-862675-8 |
| 7  | 30 квітня 2022    | ISBN 978-4-79-862826-4 |
| 8  | 1 серпня 2022     | ISBN 978-4-79-862886-8 |
| 9  | 1 березня 2023    | ISBN 978-4-79-863016-8 |
| 10 | 1 вересня 2023    | ISBN 978-4-79-863264-3 |
| 11 | 28 грудня 2023    | ISBN 978-4-79-863381-7 |
| 12 | 1 серпня 2024     | ISBN 978-4-79-863595-8 |

### Манґа
| № | Дата виходу      | ISBN                   |
| - | ---------------- | ---------------------- |
| 1 | 27 серпня 2020   | ISBN 978-4-79-862268-2 |
| 2 | 1 травня 2021    | ISBN 978-4-79-862496-9 |
| 3 | 28 грудня 2021   | ISBN 978-4-79-862653-6 |
| 4 | 1 листопада 2022 | ISBN 978-4-79-862885-1 |
| 5 | 29 вересня 2023  | ISBN 978-4-79-863156-1 |

### Аніме
Двосерійну аніме-адаптацію було анонсовано 31 жовтня 2020 року. Перша серія була випущена 7 листопада 2020 року на офіційному акаунті Comic Fire в Twitter, а друга серія — 14 листопада.
29 листопада 2021 року було анонсовано нову аніме адаптацію. Пізніше було розкрито, що це буде телевізійний серіал, вироблений студією Comet. Серіал режисерував Наоюкі Кудзуя, сценарії написав Міцутака Хірота, дизайн персонажів створював Рейічіро Офуджі, а музику компонував Кента Хігашіоджі. Він виходив в ефір з 10 січня по 28 березня 2023 року на TV Tokyo та інших мережах. Тема відкриття серіалу — «Day1» від Auo за участю Він Морісакі, а тема закриття — «Self Hug Big Love» (セルフハグ・ビッグラヴ) від Юї Нісіо. Crunchyroll транслював серіал по всьому світу, окрім Азії. Muse Communication ліцензувала серіал для регіону Азія-Тихоокеанський регіон.
| № серії | Назва серії | Режисер(и)       | Сценарист(и)    | Режисер(и) анімації | Оригінальна дата показу |
| --- | --- | ---------------- | --------------- | ------------------- | ----------------------- |
| 1 | «Повернення Короля Героя Інгліса» Транслітерація: «Eiyū-Ō Ingurisu, Tensei-su» (яп. 英雄王イングリス、転生す)              | Кьоґей Сузукі    | Міцутака Хірота | Наоюкі Кудзія       | 10 січня 2023           |
| Король Інгліс з Сілваре лежить на смертному одрі і отримує відвідини від богині Алістії. Як нагороду за його службу в захисті людства від зла, Алістія погоджується виконати бажання Інгліса — дати йому шанс перевтілитись, щоб він міг оволодіти майстерністю володіння мечем. Інгліс прокидається сотні років по тому у вигляді немовляти, але шоковано дізнається, що тепер він — дівчина. Зберігши своє старе ім'я Інгліс, але також почавши використовувати псевдонім Кріс, Кріс дізнається, що людство забуло, як використовувати потужну магію, відому як Ефір, яку вона все ще може використовувати. Натомість використовуються руни для активування магічних артефактів, щоб боротися з монстрами, званими магіцитними звірами. Коли магіцитний дракон нападає на Кріс, її матір, тітку та кузинів, Кріс використовує свій Ефір, наданий їй Алістією в попередньому житті, щоб таємно вбити дракона, при цьому створюючи враження, що її старший кузин переміг його. П'ять років потому Кріс і її кузина Рафінья "Рані" Білфорд спостерігають за тренуваннями Рафаеля, старшого брата Рані, який стає лицарем в дворі. Коли син торговця на ім'я Рал легко перемагає всіх учнів-ліцарів, Кріс розуміє, що Рал обманює, таємно використовуючи закляття, яке сповільнює його супротивників, якщо ті дивляться йому в очі. Щоб помститися за свого кузина Рафаеля, Кріс викликає Рала на поєдинок. Використовуючи навички володіння мечем з попереднього життя та закривши очі, Кріс здатна перемогти Рала, що викликає захоплення у натовпу. | |                  |                 |                     |                         |
| 2 | «Зустріч з Хіралом Менасом» Транслітерація: «Hairaru Menasu no Kaigō» (яп. 天恵武姫ハイラル・メナスの邂逅)                 | Буде визначено   | Міцутака Хірота | Наоюкі Кудзія       | 17 січня 2023           |
| Тепер шестирічна, Кріс разом з Рані проходять своє Хрещення, яке надає їм руни. Поки Рані отримує руну високого класу, Кріс навмисно погіршує своє Хрещення, ставши "Безруною", щоб більше зосередитися на своїх навичках володіння мечем і не привертати увагу до своєї справжньої сили. Шість років потому, Кріс і Рані відвідують банкет, на якому присутній посол з Хайленда, плаваючого острова, що постачає артефакти для поверхневих королівств в обмін на данину та припаси. Хоча Кріс почувається незручно, бо багато чоловіків дивляться на неї, адже вона захоплюється жінками, її знайомлять із колегою Рафаеля, сіром Леоном, та його партнеркою Еріс, гіерал Менас, артефактом, який може перетворюватися на людину. Рал, який тепер є хайлендером і послом від Хайленда, вбиває дворянина, який перешкоджав йому змусити одну з лицарок спати з ним, і погрожує лорду Білфорду, якщо той не виконає його вимоги. Кріс вдається розрядити ситуацію, зайнявши місце лицарки, хоча ніхто не здогадується, що вона планує битися з Ралом. Однак Еріс намагається зупинити Кріс, що призводить до бою між ними. Охоплена захопленням від знайдення потужного суперника, Кріс готується використати свою силу, але Еріс дозволяє їй піти, зрозумівши, що Кріс достатньо сильна, щоб захистити себе. Коли Кріс благає Еріс продовжити бій, Еріс раптово отримує атаку від сера Леона. | |                  |                 |                     |                         |
| 3 | «Відправлення до столиці» Транслітерація: «Ōto e no Tabidachi» (яп. 王都への旅立ち)                                        | Сео Хе-Джін      | Міцутака Хірота | Наоюкі Кудзія       | 24 січня 2023           |
| Сір Леон розкриває, що він приєднався до анти-Хайлендської групи "Фронт Сталевої Крові", оскільки він більше не витримує, як хайлендери погано ставляться до людей з поверхневих королівств і монополізують артефакти. Він намагається викрасти Еріс для "Фронту Сталевої Крові", щоб вони могли створити власного гіерала Менаса, але його зупиняє Кріс, хоча обидва вони здивовані її пристрастю до боїв. Раптом Рані, яка вирушила зустрітися з Ралом, стрибає з вікна після того, як Рал перетворився на магіцитного звіра через те, що Леон використовував порошок Призмера як покарання. Кріс вдається врятувати Рані, поки Леон тікає. Щоб зупинити розгул Рала, Кріс і Еріс виводять звіра на околиці міста, де Кріс використовує свою секретну техніку, Удар Ефіру, щоб вбити монстра. Еріс йде, погоджуючись зберегти секрет сил Кріс. Через кілька років Кріс і Рані, тепер уже п'ятнадцятирічні, залишають свій дім, щоб вступити до королівської академії в столиці і стати лицарями. Відпочиваючи в місті Нова, Кріс і Рані працюють з місцевою леді Ціреною, хайлендеркою, яку люблять люди за покращення їхнього життя після того, як вона взяла під контроль місто. Однак вона звільнила багато корумпованих лицарів, які пізніше стали бандитами, очолюваними їхнім лідером, Хоком. Цірена, її солдати разом з Кріс і Рані вирушають до сховища бандитів, щоб заарештувати їх, але виявляють, що серед них є гіерал Менас. | |                  |                 |                     |                         |
| 4 | «Місто, яким править Хайлендер» Транслітерація: «Hairandā ga Shihai Suru Machi» (яп. 天上人ハイランダーが支配する街)       | Кьоґей Сузукі    | Міцутака Хірота | Наоюкі Кудзія       | 31 січня 2023           |
| Поки Рані та леді Цірена б'ються з бандитами, Кріс стикається з гіералом Менасом Сістією Руж, яка є членом Фронту Сталевої Крові. Кріс насолоджується боєм з Сістією, але змушена відпустити її, коли та бере Рані в заручники, зберігаючи при цьому свою впевненість. Після того, як бандитів захоплено, Цірена дякує Кріс і Рані та розкриває їм таємницю під містом Нова. Цірена пояснює, що хайлендери таємно встановили магічне коло під землею, щоб перетворити місто на плаваючий острів під їхнім контролем. Цірена проти цього плану, оскільки люди Нови або будуть змушені покинути місто, або стануть рабами хайлендерів, і вона готова боротися з її народом, щоб забезпечити рівні права для мешканців, що надихає Рані. Пізно ввечері Цірена перетворюється на магіцитного звіра після того, як її отруїла її служниця, яка хотіла помститися хайлендерам за вбивство сина, але її раптово вбиває сама Цірена. Щоб зупинити розгул Цірени, Кріс і Рані неохоче об'єднуються з Сістією та лідером Фронту Сталевої Крові, чоловіком у чорній масці, який також володіє Ефіром, як і Кріс. Вони незадоволені тим, що служниця використала Призмер проти їхніх бажань. Хоча Сістія та Чорна Маска хочуть вбити Цірену, Кріс виступає проти цього і хоче допомогти їй. Разом Кріс заморожує Цірену в лід, поки Чорна Маска використовує свою силу, щоб зменшити її та видалити Призмер з її тіла. Після того, як вони рятують Цірену, Кріс і Рані покидають Нову, і Чорна Маска обіцяє їм, що Фронт Сталевої Крові захистить людей і знищить магічне коло. По дорозі до Академії Лицарів Цірена, яка перетворилася на маленьку безневредну істоту на ім'я Рене, приєднується до них, і Кріс обіцяє одного дня знайти ліки, щоб повернути її до нормального стану. | |                  |                 |                     |                         |
| 5 | «Академія Королівських Лицарів» Транслітерація: «Ōritsu Kishi Akademī» (яп. 王立騎士アカデミー)                            | Юїчі Сато        | Дайсуке Тадзава | Наоюкі Кудзія       | 7 лютого 2023           |
| Під час візиту до міста Ахлемін, де зберігається заморожене тіло гігантського магіцитного звіра, Кріс і Рані допомагають захисникам міста, коли на нього нападає орда магіцитних звірів. За допомогою іншої студентки Академії Лицарів, Леони Олфи, Кріс і Рані легко перемагають орду. Незважаючи на допомогу Леони, що викликає гнів Кріс і Рані, захисники відмовляються нагородити Леону і називають її ненадійною, оскільки виявляється, що вона є молодшою сестрою сера Леона. Рафаель і його гіерал Менас, Ріппл, які прибули, щоб перевезти заморожене тіло магіцитного звіра в більш безпечне місце, пояснюють Кріс і Рані, що через зраду сера Леона та його приєднання до Фронту Сталевої Крові, родина Олфа зазнає дискримінації в суспільстві, хоча сама родина невинна. Леона хоче вступити до Академії Лицарів, щоб не лише відновити честь своєї родини, але й арештувати свого брата. Пізніше Кріс і її друзі прибувають до королівської столиці та відвідують урочисту церемонію відкриття Академії Лицарів. В перший день навчання, директор Міріела проводить тест для студентів, де вони повинні втекти від її Големів, і Кріс виграє, дізнавшись, що переможець отримає безкоштовну їжу на місяць. В ту ніч у гуртожитку студентка на ім'я Лізелот Арсія відмовляється мати Леону своєю сусідкою по кімнаті, що викликає захист з боку Кріс і Рані, і вони погоджуються, що Леона буде жити з ними. Коли вони лягають спати, Леона дякує Кріс і Рані за те, що вони стали її друзями і не засуджують її через вчинки її брата. | |                  |                 |                     |                         |
| 6 | «Лабіринт випробувань» Транслітерація: «Shiren no Meikyū» (яп. 試練の迷宮)                                                 | Тацуїдзі Ямазаки | Міцутака Хірота | Наоюкі Кудзія       | 14 лютого 2023          |
| Кріс, Рані та Леона, разом із їх новими друзями, студентами-обмінниками Латі та Пуллумом, відвідують урок одного з їхніх викладачів, на якому навчають користуватися літаючими транспортними засобами, званими Флайґірами. Кріс демонструє свій талант у керуванні ними. Під час уроків Міріела обирає Кріс, Рані, Леону, Лізелот та Пуллума, які є найкращими студентами їхнього року, для проходження спеціального тесту, в якому вони повинні втекти з Лабіринту Випробувань у обмежений час, перевіряючи як їх фізичні, так і розумові навички. У лабіринті Кріс зустрічає примари своїх минулих спогадів, у тому числі й з її попереднього життя, яких вона легко перемогла, перш ніж пробити дірку в даху лабіринту. Пізніше Кріс стикається з Лізелот, яка визнає, що була занадто суворою в оцінці Леони, і допомагає Кріс втекти, використовуючи свій Артефакт. Вони незабаром допомагають Леоні зіткнутися з її примарами, і Лізелот вибачається перед Леоною за свою попередню поведінку. В кінці Кріс, Рані, Леона та Лізелот успішно проходять тест. На честь того, що вони подолали випробування, і Лізелот, яка нарешті прийняла Леону як свою сусідку по кімнаті, дівчата організовують невелику вечірку. | |                  |                 |                     |                         |
| 7 | «Хвороба Хіралу Менаса» Транслітерація: «Hairaru Menasu no Yamai» (яп. 天恵武姫ハイラル・メナスの病)                       | Томіо Ямаучі     | Дайсуке Тадзава | Наоюкі Кудзія       | 21 лютого 2023          |
| Кріс, Рані, Леона, Лізелот і Міріела запрошені на вечірку, щоб привітати нового посла Хайленду, сера Теодора, брата Леді Сірен. Під час покупок суконь Кріс та інші стають свідками бійки Еріс і Ріппл з телепортуючимися магіцитними звірами, і помічають, що Ріппл стала все більш хворою через появу звірів. На вечірці, де вони зустрічаються з Рафаелем, знову телепортуються магіцитні звірі та атакують, змушуючи всіх боротися з ними. Після того, як загроза усунена, Кріс та інші дізнаються, що Ріппл є причиною телепортування магіцитних звірів. Теодор вважає, що це справа фракції Хайлендів, які виступають проти допомоги поверхневим народам, і що ті використовують тіло Ріппл для виклику магіцитних звірів як останній аргумент у боротьбі з прихильниками допомоги поверхневим людям. Бажаючи допомогти Ріппл і боротися з магіцитними звірами, Кріс переконує принца Вейна дозволити Ріппл залишитися в Академії Лицарів, щоб Міріела змогла вилікувати її стан. Теодор також дізнається, що сталося з його сестрою, але, побачивши, що вона не приймає його допомогу, розуміє, що вона вже не та, що була раніше. | |                  |                 |                     |                         |
| 8 | «Наказ захищати Ріппл» Транслітерація: «Rippuru Goei Shirei» (яп. リップル護衛指令)                                        | Саяка Цуджі      | Міцутака Хірота | Масайоші Нісіда     | 28 лютого 2023          |
| Щоб впоратися з магіцитними звірами, яких викликає Ріппл, Міріела збирає найкращих студентів Академії, серед яких є студент третього курсу Сільва Айрен і студентка другого курсу Юа. Однак Сільва гордий і зарозумілий, зневажаючи Кріс і Леону за те, що одна є безруною, а інша — сестра зрадника, в той час як Юа важко запам'ятовує імена. Після того, як вони розправляються з магіцитними звірами, Ріппл погоджується на поєдинок один на один з Крис, який відбудеться в іншому вимірі. Спочатку Ріппл має перевагу завдяки своїм пістолетам як Артефакту, але Кріс перемагає її, наблизившись до неї. Міріела та Теодор розуміють, що спричиняє виклик магіцитних звірів Ріппл: кожного разу, коли вона торкається спеціального руни-артефакта, Ріппл випадково всмоктує ману, і достатньо великої кількості ману викликає портали. Незабаром після цього відкриття Ріппл знепритомніла і викликала великого магіцитного звіра в Академії. | |                  |                 |                     |                         |
| 9 | «Новий артефакт» Транслітерація: «Atarashii Ātifakuto» (яп. 新しい魔印武具アーティファクト)                                | Фуміо Маезоно    | Дайсуке Тадзава | Казуо Міяке         | 7 березня 2023          |
| Кріс відкидає великого магіцитного звіра в повітря, після чого його вбиває минаюча Юа. Тепер, знаючи, що спричиняє стан Ріппл, Кріс та інші присягають охороняти її з особливою увагою. Два тижні по тому Кріс нудьгує, оскільки немає магіцитних звірів, з якими вона могла б битися, і не вдається викликати Юа на поєдинок. Тим часом Рані отримує новий артефакт від Теодора, який дозволяє їй лікувати, а Сільва отримує серйозні травми, захищаючи Латі та Пуллума від магіцитного звіра. Використовуючи новий артефакт Рані та ману Кріс, Рані лікує рани Сільви, за що останній дякує їм і вибачається за свою минулу поведінку. Міріела отримує інформацію, що Королівська гвардія хоче взяти Ріппл під свою охорону, оскільки планує обміняти її на іншого Хієрал Менеса, що Міріела категорично не підтримує. Під час патрулювання Леона та Лізелот знаходять у місті Леона, Сістію і Чорну Маску. | |                  |                 |                     |                         |
| 10 | «План нападу на Хайлендера» Транслітерація: «Hairandā Shūgeki Keikaku» (яп. 天上人ハイランダー襲撃計画)                    | Саяка Цуджі      | Лі Кісуп        | Дайсуке Тадзава     | 14 березня 2023         |
| Фронт Сталевої Крові зупиняє бій між Леоне та Леоном і розповідає Лізелотт, що король Карліас планує отримати нового Гірал Менеса від Хайлендерів в обмін на Ріппл і місто Ахлемін, сподіваючись, що ця інформація переконає Академію Лицарів дозволити Фронту Сталевої Крові атакувати посла Хайлендерів. Вони відходять після пояснення. З цією новою інформацією Міріела розробляє план, в якому Кріс та Рані потайки потрапляють на майбутню зустріч з Хайлендерами як служниці, щоб захистити посла, а решта Академії силою витісняє всіх Магічитних звірів з Ріппл, щоб вона більше не могла їх викликати. Сілва погоджується з планом, оскільки хоче віддячити Ріппл за те, що вона врятувала його в минулому. Під час вечірки на честь прийому посла Хайлендерів, Івел, Архлор, молода дитина, ображає короля Карліаса та його свиту, що король терпить заради своєї країни. Коли замах Сталевої Крові на Івела не вдається, Івел вимагає руку Карліаса як компенсацію або його королівство буде знищено. Кріс займає місце Карліаса і пропонує Івелу атакувати її замість нього. На велике здивування Івела, Кріс здатна витримати всі його магічні атаки, поки Фронт Сталевої Крові не атакує місто своїм повітряним кораблем. | |                  |                 |                     |                         |
| 11 | «Лицар-учень, безстрашний у бою» Транслітерація: «Minarai Kishi, Musō su» (яп. 見習い騎士、無双す)                         | Масаюкі Такахаші | Міцутака Хірота | Наоюкі Кудзія       | 21 березня 2023         |
| Івел розкриває, що ніколи не мав наміру передавати королівству нового Гірал Менеса, оскільки вся зустріч була пасткою, щоб обдурити Фронт Сталевої Крові і заманити їх, аби він нарешті знищив їх. Розлючений тим, що він і його люди страждали даремно, Карліас дозволяє Кріс заарештувати Івела, і вона випадково викидає його в повітря. Тим не менш, Кріс і Рані летять до повітряного корабля Фронту Сталевої Крові, поки люди евакуюються. Під час бою з Чорною Маскою, Міріела та студенти Академії Лицарів втомлюються боротися з Магічитними звірами, викликаними Ріппл, поки їх не рятує Леон, який лікує їхні рани та допомагає боротися. На борту повітряного корабля Івел приїжджає, щоб добити Чорну Маску, після чого Чорна Маска перетворює Сістію на свою бойову форму. Кріс радіє трьохсторонній битві між нею, Івелом і Чорною Маскою, коли раптом Ріппл викликає Каїдзю Магічитного звіра. | |                  |                 |                     |                         |
| 12 | «Зіткнення! Король Герой vs. Король Радуг» Транслітерація: «Gekitotsu! Eiyū Ō Buiesu Niji no Ō» (яп. 激突！英雄王vs虹の王) | Кьоґей Сузукі    | Міцутака Хірота | Наоюкі Кудзія       | 28 березня 2023         |
| З трьома супротивниками перед собою Кріс не знає, з ким боротися, але Рані намагається переконати її повернутися до академії. Івел намагається боротися з Чорною Маскою сам, але Чорна Маска легко перемагає його. Завершивши це, Чорна Маска виконує свою місію — вбити архі-лорда і взяти під контроль його повітряний корабель. Він і Сістія готуються відлітати, але також надають Кріс і Рані літальний апарат, щоб вони могли повернутися до академії, хоча Кріс розчарована, що не змогла завершити їхній бій і сподівається, що незабаром зустрінеться з ними знову. Тим часом Ріппл нарешті вилікувана від своєї хвороби, але Магічитний звір виявляється занадто сильним. Він захоплює Юу, але Міріела створює силове поле навколо неї, щоб запобігти її поглинанню. Сільва насильно перетворює Ріппл на її бойову форму, щоб перемогти монстра самостійно, незважаючи на попередження Леона про серйозні наслідки. Кріс встигає зупинити Сільву перед тим, як той атакує. Після жорстокої битви Кріс вбиває Магічитного звіра і рятує Юу. Коли загроза усунена, Леон йде. Кріс і Рані засмучені тим, що не можуть святкувати з їжею, оскільки академія була зруйнована під час бою. Поки студенти та персонал відновлюють академію, Кріс і Рані відвідують Карліаса, який пропонує Кріс стати головою Королівських Лицарів, але вона відмовляється, не бажаючи залишати Рані. Хоча спочатку Карліас здивований, він поважає її рішення і замість цього нагороджує Кріс і Рані великим бенкетом. | |                  |                 |                     |                         |

### Гра
Reborn to Master the Blade: Bravery Road — це браузерна гра, випущена на початку 2023 року на платформі G123 кількома мовами. Гра створена на серії ранобе Reborn to Master the Blade: From Hero-King to Extraordinary Squire.